# Resna glasba 20. stoletja
Resna - tudi klasična glasba 20. stoletja je pojem, ki predvsem v kronoloških okvirih predstavlja obdobje izrazito različnih glasbenih gibanj. Začenja se s poznoromantičnim slogom Sergeja Rahmaninova, nadaljuje z impresionizmom (Claude Debussy, Maurice Ravel), neoklasicizmom (Igor Stravinski), s serialno glasbo (Pierre Boulez), z enostavnimi harmonijami in ritmi minimalistov (Steve Reich, Philip Glass), musique concrète (Pierre Schaeffer), z mikrotonalno glasbo (Harry Partch, Alois Hába), aleatoriko (John Cage), z elektronsko glasbo Karlheinza Stockhausna, polistilizmom (Alfred Šnitke), itd.
Najpogostejša skupna točka vsem tem raznolikim komponističnim pristopom je verjetno uporaba disonance. Zato je to obdobje včasih označevano tudi kot »disonantno obdobje« klasične glasbe, ki je sledilo obdobjem, v katerih je bila poudarjena upoaba konsonance (približno do leta 1900).